# كاثي سمول
كاثي سمول (بالإنجليزية: Cathy Small)‏ هي عالمة الإنسان وكاتِبة أمريكية، ولدت في 1949.